# Historia Sudanu

## Starożytność
W okolicach Chaszm al-Kirba we wschodnim Sudanie odkryto stanowisko kultury olduwajskiej, najstarszej kultury paleolitu. Później Sudan był jednym z terenów zajmowanych przez kulturę aszelską, kulturę mustiersko – lewaluaską, by z czasem wytworzyć odrębne kultury o charakterze miejscowym. Pierwszą ważną kulturą rolniczą Sudanu była tzw. kultura Grupy A w Nubii Dolnej, sięgająca ok. 3200 p.n.e. Znajdowała się ona pod bardzo silnym wpływem Egiptu i upadła w okresie I dynastii przede wszystkim z powodu wysuszenia klimatu. Ok. 2400 p.n.e. w Nubii Dolnej pojawia się kultura Grupy C, a w Nubii Górnej spokrewniona z nią kultura Kerma. Ludność Grupy C w znacznie większym stopniu niż ludność Grupy A polega na hodowli, a nie rolnictwie, podobnie jednak jak ona utrzymuje żywe kontakty z Egiptem. W okresie egipskiego Średniego Państwa (ok. 2133–ok. 1786 p.n.e.) terytorium Grupy C zostaje zajęte przez Egipt, co jednak nie przerywa jej rozwoju. Egipcjanie wycofują się z Dolnej Nubii około 1650 p.n.e., a kiedy ponownie zajmują ją ok. 1550 p.n.e. kultura Grupy C znajduje się już w fazie schyłkowej i podlega penetracji ludności kultury Kerma i Pan-Grave. Jak na to wskazują zarówno zabytki archeologiczne, w szczególności zaś nekropolia w Kermie, jak i zapiski w źródłach egipskich, ludność kultury Kerma była zorganizowana w potężne państwo, zdolne do rywalizacji z Egiptem. Szczyt potęgi Kermy przypada na okres osłabienia Egiptu w okresie rządów Hyksosów, kiedy jej władcy przejęli fortece egipskie w Nubii Dolnej i podporządkowali sobie lokalnych władców Grupy C.
Kiedy Egipt odrodził się za panowania XVIII dynastii rozpoczął on podbój całej Nubii i ok. 1450 p.n.e. królestwo Kermy upadło. W okresie egipskiego Średniego Państwa i Drugiego okresu przejściowego (ok. 1786–ok. 1567 p.n.e.) w Nubii występuje także ludność tzw. kultury Pan-Grave, charakteryzująca się silnymi cechami negroidalnymi. Tych koczowników powszechnie identyfikuje się ze znanymi z przekazów egipskich Medżajami, którzy w okresie XII i XIII dynastii starali się zawładnąć Dolną Nubią i Górnym Egiptem, co im się prawdopodobnie częściowo udało. Egipska okupacja Nubii przynosi utratę przez nią własnej tożsamości kulturalnej. Prawdopodobnie ok. 1100 p.n.e. Nubię dotyka katastrofa ekologiczna w postaci znacznego obniżenia górnego poziomu terasy zalewowej Nilu, co powoduje że wysoko położone brzegi w Nubii Dolnej stają się niemożliwe do nawadniania przy pomocy dotychczas używanych technik. W rezultacie Nubia Dolna dramatycznie wyludnia się i pozostają w niej jedynie koczownicy. Niedługo potem kończy się egipska okupacja Nubii i około połowy IX w. p.n.e. na jej terenie powstaje państwo Kusz ze stolicą w Napacie. Szczyt potęgi Kusz osiąga w okresie od połowy VIII do połowy VII w. p.n.e., kiedy jego władcy panują także w Egipcie jako XXV dynastia. W IV w. p.n.e. stolica Kusz zostaje przeniesiona do Meroe w Nubii Górnej, gdzie były lepsze niż w Napacie warunki do kultywowania hodowli i rolnictwa. Meroe było także położone na skrzyżowaniu dróg handlowych i dzięki ożywionym kontaktom handlowym ze światem hellenistycznym i rzymskim do Kusz przenikają wpływy kulturalne cywilizacji śródziemnomorskiej. O ówczesnym rozwoju kulturalnym świadczy fakt, iż w II w. p.n.e. język meroicki zaczęto zapisywać rodzimym alfabetem.
Po krótkiej wojnie z Rzymem w latach 24 – 20 p.n.e. między oboma państwami zostaje ustanowiony trwały pokój. W I w n.e. w związku z wynalezieniem kieratu wodnego, umożliwiającego dostarczenie wody na większą wysokość ponad poziom rzeki, dochodzi do ponownego rozwoju rolnictwa w Nubii Dolnej. Okres pomiędzy I w. p.n.e. a II w n.e. uznawany jest za złoty wiek królestwa meroickiego. Ok. 320 roku Meroe zdobywają plemiona Nobadów i królestwo Kusz upada, prawdopodobnie wcześniej osłabione zbyt intensywnym użytkowaniem terenów do wypasu, nieekonomiczną gospodarką drewnem i zaniechaniem wymiany towarowej drogą nilową, co doprowadziło do izolacji Meroe od dróg handlowych.

## Chrześcijańska Nubia
Po upadku królestwa Kusz tereny Nubii zajęły plemiona rolniczych Nobadów i koczowniczych Blemiów, którzy najeżdżali terytorium rzymskiego Egiptu. W drugiej połowie V wieku Nobadzi wyparli Blemiów z Dolnej Nubii i w VI wieku Nubia była podzielona na trzy ich królestwa: Nobadię, sięgająca poza II kataraktę, Makurię, rozciągającą się po rejon między IV a V kataraktą, oraz Alodię, położoną między Nilem Błękitnym a rzeką Atbara i sięgającą granic Aksum. W VI wieku już wcześniej poddane wpływowi chrześcijaństwa królestwa Nubii oficjalnie nawracają się na tę religię pod wpływem misji bizantyńskich, przy czym zwycięża wśród nich obrządek monofizycki. Od arabskiego podboju Egiptu na północy pojawia się zagrożenie muzułmańskie, jednak po najeździe z lat 651/652 Arabowie zawierają z Makurią traktat, zwany bakt, będący właściwie „rodzajem paktu o nieagresji”, który „pozostaje zasadniczo w mocy przez całe następujące sześć wieków cywilizacji chrześcijańskiej w Nubii”.
Być może pod wpływem zagrożenia arabskiego w VII wieku dochodzi do zjednoczenia Makurii z Nobadią. Z końcem VIII wieku Nubia wkracza w okres największego rozkwitu, trwającego aż po XII w., co było spowodowane m.in. stałym wysokim poziomem wody Nilu, umożliwiającym intensywną gospodarkę rolną i łatwiejszą żeglugę przez katarakty nilowe. Jednocześnie wspólna płaszczyzna religijna Kościoła monofizyckiego z metropolią w Aleksandrii, obejmująca zjednoczone królestwo Nubii, Alodię i Etiopię sprzyja rozwojowi wspólnych kontaktów, przy czym Nubia utrzymuje je z całym kręgiem cywilizacji bizantyńskiej, co pomaga w rozwoju oryginalnej, miejscowej kultury. Ważnym czynnikiem w islamizacji Nubii było powstanie plemienia Banu al-Kanz, wywodzącego się z mieszaniny elementów arabskich, nubijskich i Bedża (arabska nazwa starożytnych Blemiów). Banu al-Kanz mówili po nubijsku, jednak ich noszący od roku 1007 dziedziczny tytuł Kanz ad-Daula wódz był pochodzenia arabskiego i wyznawali oni islam. Królowie nubijscy chcąc zapewnić sobie sojusz ze sprawującymi niemal niezależną władzę w Górnym Egipcie Banu al-Kanz doprowadzili do szeregu związków małżeńskich pomiędzy dwoma rodami, co jednak dawało Kanz ad-Daula prawo do dziedziczenia makuryckiego tronu.
W XIII wieku Nobadia stopniowo odrywa się od Makurii, a na jej terenie powstaje nowe państwo Do-tawo. Od roku 1276 Makurią wstrząsają walki o tron królewski, przy czym poszczególni pretendenci korzystają z pomocy sił mameluckich, co prowadzi do coraz większego uzależnienia od muzułmańskiego sąsiada. Kolejny pretendent do tronu, Barszanbu (1316 – 1317), przyjmuje islam i po zdobyciu z mamelucką pomocą Dongoli wprowadza go jako religię panującą. Tym samym chrześcijańskie królestwo Makurii upada, chociaż panowanie Barszambo nie trwa długo, ponieważ władzę w Makurii ostatecznie zagarniają biorący cały czas udział w tych walkach Banu al-Kanz. Ostatni dokument dotyczący Do-tawo pochodzi z 1484 roku, zaś ok. 1500 roku Alodia upada na skutek ataku Arabów Kawazma z północy i negroidalnych Fundż z południa.

## Pierwsze państwa muzułmańskie
Islamizacja Nubii była związana przede wszystkim z migracją koczowniczych plemion arabskich, które znajdowały w Sudanie lepsze warunki życia niż w Egipcie. Do nawrócenia się zwykłych ludzi doszło bez wątpienia poprzez ich włączenie do arabskich struktur plemiennych, tak jak w przypadku Banu al-Kanz. W XVI wieku na terenie Sudanu wykształciło się kilka grup ludności o odrębnym trybie życia i organizacji. Wzdłuż Nilu od Asuanu do Ad-Dabby mieszkali zislamizowani Nubijczycy, którzy jednak zachowali swój język i rolniczy tryb życia. Powyżej Ad-Dabby aż do zbiegu Nilu Białego i Błękitnego mieszkali Dżaaliin, zarabizowani Nubijczycy zajmujący się przede wszystkim rolnictwem. Na wschód i zachód od doliny Nilu koczowały najbliższe Arabom koczownicze plemiona Dżuhajna. W Darfurze i Kordofanie sąsiadowały one z koczownikami pochodzenia miejscowego. Na południu Sudanu pojawili się murzyńscy i „pogańscy” Azande oraz Niloci, reprezentowani przez takie ludy jak Szyllukowie, Nuerowie, Dinkowie i Anuk. Spośród nich jedynie Szyllukowie byli zjednoczeni pod rządami dynastii „boskich królów”. Po upadku chrześcijańskich królestw w Sudanie doszło do decentralizacji władzy, podzielonej pomiędzy wodzów plemiennych, w XVI wieku rozpoczęły się jednak procesy unifikacyjne. Należący do Dżuhajna Kawazma po podboju Alodii poczuli się jej spadkobiercami i od imienia swego wodza przyjęli nazwę Abdallab. W roku 1504 zostali oni jednak pokonani przez koczowniczych Fundż, których pochodzenie jest niejasne. W rezultacie tego zwycięstwa Fundż zajęli region Al-Dżaziry, położony pomiędzy Nilem Białym a Błękitnym, który stał się centrum ich sułtanatu ze stolicą w Sinnarze, zaś odepchnięci na północ Abdallab utworzyli zależne od Fundż państwo. W początku XVII wieku Fundż ostatecznie rozciągnęli swoją zwierzchność aż do granic osmańskiego Egiptu, tak samo jednak jak w przypadku Abdallab pozostawiając na tronie miejscowych władców jako wasali. W wieku XVI i XVII doszło do pogłębionej islamizacji terytorium podległego Fundż na skutek działalności świątobliwych fakihów i marabutów, przy czym dominująca stała się malikicka szkoła prawa. Wiek XVII był okresem rozkwitu Fundż, jednak już pod koniec tego stulecia zaczęło ono przeżywać wstrząsy wewnętrzne, które w roku 1720 doprowadziły do obalenia dotychczasowej dynastii. W drugiej połowie XVIII wieku sułtanat Fundż stał się areną walki pomiędzy jego nowymi władcami a ich wezyrami, z której ostatecznie zwycięsko wyszli ci ostatni. Państwo było jednak tak osłabione, że kiedy w roku 1821 zaatakowali je Egipcjanie zarówno wezyr jak i sułtan poddali im się bez walki. Drugim ważnym państwem ówczesnego Sudanu był Sułtanat Dar Fur, założony w XVII wieku przez negroidalny lud Fur na terenie Darfuru. Dar Fur wykorzystał osłabienie Fundż w drugiej połowie XVIII wieku do zajęcia Kordofanu. Stał się on też wtedy schronieniem dla kupców i marabutów z doliny Nilu, co przyczyniło się do islamizacji kraju i wzrostu jego bogactwa.

## Podbój egipski i powstanie Mahdiego
Nowa epoka w dziejach Sudanu rozpoczęła się kiedy osmański wicekról Egiptu, Muhammad Ali (1805 – 1849), przedsięwziął inwazję na ten kraj. W latach 1820 – 1821 Egipcjanie bez większego trudu zajęli terytoria niegdyś podlegające Fundż, wraz z Kordofanem, jednak w roku 1822 wybuchło przeciwko ich władzy powstanie, którego stłumienie kosztowało ich sporo wysiłku. Stopniowo Egipt rozciągnął swoją władzę także na Kassalę i Suakin (1840), Ekwatorię (1871), Bahr al-Ghazal (1873) i Darfur (1874). Dążąc do zwiększenia dochodów z podbitych terenów Egipcjanie inwestowali w rolnictwo, uruchomili linię telegraficzną i żeglugę parową na Nilu. Większość zysków z tych przedsięwzięć trafiała jednak do egipskiego skarbca. Kiedy w roku 1838 Egipt zniósł państwowy monopol na handel z Sudanem muzułmańscy i europejscy kupcy rozpoczęli walkę o miejscowy rynek kości słoniowej, w celu jej zdobycia nie wahając się zabierać bydło i ziarno, a także ludzi spośród plemion południa. Ostatecznie handel kością słoniową i niewolnikami stały się ze sobą nierozłączne. W celu zapobieżenia narastającej przemocy Isma’il Pasza (1863 – 1879) zorganizował policję rzeczną na Nilu i dążył do rozciągnięcia egipskiej kontroli na południe. Pewne sukcesy w walce z handlem niewolnikami osiągnął namiestnik Ekwatorii Charles Gordon, który w roku 1877 został generalnym gubernatorem Sudanu, jednak jego polityka doprowadziła do poparcia przez handlarzy niewolników rebelii jakie wybuchły w Bahr al-Ghazal, Darfurze i Kordofanie. Chociaż zostały one stłumione, Egipt w roku 1879 zbankrutował i stracił wszelkie możliwości działania. Tymczasem niezadowolenie muzułmańskich mieszkańców Sudanu z powodu wysokich podatków, kontroli sudańskiego handlu przez Egipt oraz zakazu handlu niewolnikami, który tradycyjnie był źródłem utrzymania znacznej liczby ludzi, narastało. Ponadto ponieważ Egipcjanie realizując swoją politykę w znacznej mierze polegali na Europejczykach, w oczach wielu dominacja egipska była jednocześnie dominacją chrześcijan. 
W tej sytuacji w roku 1881 w Sudanie wybuchło powstanie pod wodzą Muhammada Ahmada, który ogłosił się mahdim. Do roku 1885 udało mu się wyprzeć z Sudanu Egipcjan i zabić Gordona podczas zdobywania Chartumu, ale jeszcze w tym samym roku Mahdi zmarł. Jego następca, Abdullahi, prowadził politykę agresywnego islamizmu, wzywając do poddania się i nawrócenia na tę religię królową Wiktorię, egipskiego chedywa, sułtana osmańskiego i cesarza Etiopii. W rezultacie mahdyści znaleźli się w konflikcie zarówno z wewnętrznymi dysydentami w Darfurze, Bahr al-Ghazal i Ekwatorii, jak i Egiptem i Etiopią. W roku 1896, bojąc się, że Sudan zostanie zajęty przez Francję, od roku 1882 okupująca Egipt Wielka Brytania wysłała na jego podbój armię pod wodzą generała Horatio Kitchenera. Ten w roku 1898 pokonał mahdystów pod Omdurmanem i wraz ze śmiercią Abdullahiego w listopadzie 1899 roku ich państwo upadło.

## Sudan Anglo-Egipski
Na mocy konwencji podpisanej w 1899 roku Wielka Brytania i Egipt ogłosiły wspólną władzę nad Sudanem i tym samym stał się on kondominium tych dwóch państw. W praktyce jednak władza Egiptu była jedynie nominalna i przez cały okres istnienia kondominium zarówno rządzący Sudanem generalny gubernator jak i wszyscy wyżsi urzędnicy byli Brytyjczykami, a w okresie pogorszenia się stosunków brytyjsko-egipskich w latach 1924 – 1936 z Sudanu zostali usunięci wszyscy egipscy urzędnicy i żołnierze. Obawiając się ponownego wybuchu powstania inspirowanego mesjanistycznym islamem Brytyjczycy popierali wszelkie jego oficjalne formy, jednocześnie prześladując jego mniej ortodoksyjne odłamy. Poza tym utrzymywali politykę niskich podatków oraz mimo oficjalnego sprzeciwu wobec niewolnictwa faktycznie tolerowali jego istnienie. Kiedy wybuchła I wojna światowa, Brytyjczycy dokonali w roku 1916 ostatecznej aneksji Sułtanatu Dar Fur, który odrodził się po powstaniu Mahdiego, ponieważ obawiali się współpracy jego władcy z Osmanami. Podbój południowego Sudanu zakończył się dopiero w roku 1928, kiedy ostatecznie złamano opór Nuerów. W przeciwieństwie do północnej, muzułmańskiej części kraju, na południu językiem urzędowym był angielski, a nie arabski, miejscowi urzędnicy i wojska byli pochodzenia brytyjskiego bądź rodzimego, zaś miejscowe szkolnictwo oparto na chrześcijańskich misjach. Ponadto utrudniano napływ ludności z północy na południe. Skutkiem takiej polityki było pogłębienie różnic pomiędzy północą a południem. W dziedzinie gospodarczej obok budowy linii kolejowych, odbudowy Chartumu i budowy portu w Port Sudan, największą inwestycją Brytyjczyków było założenie wielkich plantacji bawełny w regionie Al-Dżaziry. Stały się one główną siłą napędową ekonomii Sudanu, jednak jednocześnie sprawiły, iż stał się on typową „gospodarką monokulturową”, uzależnioną od wahań cen jednego surowca na rynkach światowych.
Podczas wielkiego kryzysu zysk z plantacji bawełny spadł 4-krotnie, by potem znowu gwałtownie wzrosnąć w latach 1946 – 1953. Świadectwem pojawienia się w Sudanie ruchu nacjonalistycznego były protesty przeciwko usunięciu Egipcjan w roku 1924 podjęte przez ruch Ligi Białej Chorągwi.  Sąsiadując z Włoską Afryką Wschodnią Sudan brał bezpośredni udział w II wojnie światowej i w kwietniu 1942 roku Generalny Kongres Absolwentów założony przez Isma’ila al-Azhariego zażądał od rządu brytyjskiego szeregu ustępstw, w tym prawa do samostanowienia Sudanu po wojnie. Żądania te zostały odrzucone, jednak w roku 1943 Brytyjczycy utworzyli w Sudanie zalążek parlamentu. Powstały wówczas dwie partie, Al-Aszikka Al-Azhariego, która opowiadała się za unią z Egiptem, i Umma, przeciwna jej utrzymaniu.
Wojskowy przewrót w Egipcie w roku 1952 doprowadził do przełamania impasu w rokowaniach egipsko-brytyjskich i w roku 1953 zawarto traktat, zgodnie z którym miało dojść do ewakuacji wojsk egipskich i brytyjskich z Sudanu, a po trzech latach sudańskie zgromadzenie konstytucyjne miało zadecydować o przyszłości kraju. Wybory do sudańskiego parlamentu wygrały ugrupowania proegipskie zjednoczone w ramach Partii Narodowo Unionistycznej i Al-Azhari został premierem, jednocześnie jednak gwałtowne demonstracje przeciwników unii z Egiptem były świadectwem ich siły. Zastępując 800 brytyjskich urzędników kolonialnych jedynie 4 z ich stanowisk oddano przedstawicielom południa, które nie było reprezentowane podczas rozmów w roku 1953. W rezultacie w roku 1955 w Ekwatorii wybuchł bunt, będący początkiem wojny domowej, który jednak przygasł po daniu południowcom obietnicy autonomii. 1 stycznia 1956 roku Sudan proklamował niepodległość.

## Sudan współczesny
W trakcie prac nad nową konstytucją przedstawiciele północy odrzucili ustrój federalny zaproponowany przez południowców, w wyniku czego doszło do zaognienia sytuacji na południu. Jednocześnie po roku 1956 cena bawełny zaczęła spadać i sytuacja gospodarcza Sudanu pogorszyła się. W tej sytuacji zniechęcenie ludzi do intryg polityki parlamentarnej wykorzystał generał Ibrahim Abbud, który dokonał zamachu stanu i obejmując urząd prezydenta i premiera oraz rozwiązując parlament i partie polityczne objął dyktatorską władzę w kraju. Udało mu się rozwiązać problem nadwyżki podaży bawełny poprzez uwolnienie jej cen i zawrzeć z Egiptem porozumienie w sprawie podziału wód Nilu, jednak jego brutalna polityka arabizacji i islamizacji południa poniosła fiasko i doprowadziła w roku 1963 do wybuchu powstania w tym regionie. W roku 1964 masowe demonstracje zmusiły Abbuda do ustąpienia i Sudan na powrót stał się republiką parlamentarną. Kolejne słabe rządy koalicyjne nie były jednak w stanie rozwiązać problemów kraju, w tym mimo podejmowanych prób ugody zaprowadzić pokoju na południu.  W roku 1969 w wyniku kolejnego zamachu stanu zwanego rewolucją majową, autorytarną władzę przejął pułkownik Dżafar Muhammad an-Numajri. Lider puczu został premierem i przewodniczącym Rady Dowództwa Rewolucji. Rozpoczął kampanię mającą na celu zreformowanie gospodarki Sudanu poprzez nacjonalizację banków i przemysłu. Przeprowadził szereg reform w duchu panarabskim i socjalistycznym oraz zbliżył się politycznie do ZSRR, Libii i Egiptu. W 1970 roku doszło do nieudanego zamach stanu zorganizowanego przez konserwatystów na czele z Sadikiem al-Mahdim i Partię Umma.  W połowie 1970 roku rząd wprowadził szereg inicjatyw mających na celu rozwój rolnictwa i przemysłu w Sudanie, zaprosił zagraniczne firmy do poszukiwań w kraju ropy naftowej.
Po nieudanym komunistycznym zamachu stanu w roku 1971 an-Numajri zbliżył się do krajów zachodnich a rząd wydalił doradców do spraw bezpieczeństwa z NRD oraz zdelegalizował kilka komunistycznych związków zawodowych. Po zamachu stanu oddalił się od ZSRR i zaczął otrzymywać broń z USA.  W 1976 roku tysiąc wyszkolonych przez Libię rebeliantów na czele z Sadikiem al-Mahdim, przekroczyło granicę w Ma'tan as-Sarra. Rebelianci stoczyli walki z siłami rządowym. Numajri pokonał rebeliantów. 
Od połowy lat 70. doszło do zbliżenia Numajiriego w stronę politycznego islamizmu. Rząd wprowadził prawo szariatu co doprowadziło do drugiej wojny domowej, południowi Sudańczycy uznali te kroki za naruszenie umowy z Addis Abeby. Do walki z rządem sudańskim stanęła Ludowa Armia Wyzwolenia Sudanu. W 1984 roku prezydent Numajri ogłosił stan wyjątkowy który dał specjalne uprawnienia wojsku. Partyzantów wsparł oraz zezwolił na utworzenie baz na terenie własnego kraju, prezydent Etiopii Mengystu Hajle Marjam co było m.in. odpowiedzią na wsparcie rządu an-Numajriego dla erytrejskich separatystów z Frontu Wyzwolenia Erytrei i Erytrejskiego Ludowego Frontu Wyzwolenia walczących o niepodległość kraju.
W roku 1985 an-Numajri został obalony i Sudan po raz trzeci wszedł w okres rządów parlamentarnych, które jednak okazały się tak samo nieskuteczne jak poprzednio. W roku 1989 wojskowy pucz wyniósł do władzy Umara al-Baszira, który „wprowadził klasyczną formę dyktatury wojskowej: został prezydentem, premierem, ministrem obrony i głównodowodzącym armii. Ponadto rozwiązał parlament, zawiesił konstytucję, wprowadził stan wyjątkowy, zdelegalizował partie polityczne”. W 1990 roku doszło do nieudanej próby puczu dokonanej przez baasistowskich oficerów. Politycznym zapleczem nowego rządu był islamski fundamentalizm, którego głównym przywódcą i ideologiem w Sudanie był Hasan at-Turabi. Dążąc do rozszerzenia muzułmańskiego fundamentalizmu na całą Afrykę i Bliski Wschód sudański rząd traktował wojnę z południem jako dżihad, a popieranie islamskiego terroryzmu doprowadziło do jego izolacji na arenie międzynarodowej. Sudan zaczął się jednak cieszyć poparciem Chin, które pod koniec lat dziewięćdziesiątych rozpoczęły eksploatację jego złóż ropy naftowej. W tym samym okresie Umar al-Baszir zaczął dążyć do poprawy stosunków Sudanu z innymi państwami. W latach 2000 – 2002 nastąpił rozłam pomiędzy nim a at-Turabim.
W roku 2005 zawarto pokój z południem, znosząc obowiązywanie w nim szariatu i zgadzając się na referendum niepodległościowe w roku 2011, w efekcie którego Południe 9 lipca 2011 ogłosiło niepodległość. Od roku 2003 rząd sudański musi jednak zmagać się z konfliktem w Darfurze, gdzie doszło do walk pomiędzy arabskimi koczownikami i murzyńskimi rolnikami, przy czym al-Baszir zdecydował się popierać tych pierwszych. W marcu 2009 Międzynarodowy Trybunał Karny wydał nakaz aresztowania al-Baszira pod zarzutem zbrodni wojennych i zbrodni przeciwko ludzkości popełnionych w Darfurze. 26 kwietnia 2010 roku w Sudanie zostały przeprowadzone wybory powszechne, w których wygrał al-Baszir, ale doszło w ich trakcie do rażących nadużyć z punktu widzenia demokracji. Stosunki z Sudanem Południowym układały się niepomyślnie, a przyczyną konfliktu, była nieuregulowana granica wzdłuż pól roponośnych. W związku z tym dochodziło do walk granicznych, a 11 kwietnia 2012, Sudan ogłosił stan wojny z Sudanem Południowym. We wrześniu 2013 roku rozpoczęły się protesty przeciwko dyktatorskim rządom Umara al-Baszira.